# Governo di Malta
Il Governo di Malta (in maltese: Gvern ta' Malta) è il detentore del potere esecutivo nel sistema politico maltese ed è composto dal Gabinetto dei ministri e dai Segretari parlamentari. Il Primo ministro è nominato dal Presidente sulla base del risultato della composizione del Parlamento mentre i ministri sono nominati sempre dal Presidente.

## Lista dei Governi di Malta
Di seguito un elenco dei vari Governi succedutisi a Malta dal 1921, anno del ripristino dell'autogoverno dell'Isola, fino ad oggi.
| Date                                                             | Capo di Stato (post-1964)  | Primo Ministro                                             | partito al potere                                              | Governo di Malta          |
| ---------------------------------------------------------------- | -------------------------- | ---------------------------------------------------------- | -------------------------------------------------------------- | ------------------------- |
| 1921                                                             | Giorgio V                  | Joseph Howard (1921–1923) Francesco Buhagiar (1923–1924)   | Unione Politica Maltese                                        | Governo maltese 1921–24   |
| 1924                                                             | Giorgio V                  | Ugo Pasquale Mifsud                                        | Partito Nazionalista                                           | Governo maltese 1924–27   |
| 1927                                                             | Giorgio V                  | Gerald Strickland                                          | Partito Costituzionale                                         | Governo maltese 1927–32   |
| 1932                                                             | Giorgio V                  | Ugo Pasquale Mifsud                                        | Partito Nazionalista                                           | Governo maltese 1932–33   |
| sospensione dell'autogoverno (2 novembre 1933 – 4 novembre 1947) |                            |                                                            |                                                                |                           |
| 1947                                                             | Giorgio VI                 | Paul Boffa                                                 | Partito Laburista (1947–1949) Partito dei Lavoratori (1949–50) | Governo maltese 1947–1950 |
| 1950                                                             | Giorgio VI                 | Enrico Mizzi (1950–1950) Giorgio Borg Olivier (1950–1951)  | Partito Nazionalista                                           | Governo maltese 1950–51   |
| 1951                                                             | Giorgio VI                 | Giorgio Borg Olivier                                       | Partito Nazionalista                                           | Governo maltese 1951–53   |
| 1952                                                             | Elisabetta II              | Giorgio Borg Olivier                                       | Partito Nazionalista                                           | Governo maltese 1951–53   |
| 1953                                                             | Elisabetta II              | Giorgio Borg Olivier                                       | Partito Nazionalista                                           | Governo maltese 1953–55   |
| 1955                                                             | Elisabetta II              | Dom Mintoff                                                | Partito Laburista                                              | Governo maltese 1955–58   |
| Autogoverno sospeso (26 aprile 1958 – 5 marzo 1962)              |                            |                                                            |                                                                |                           |
| 1962                                                             | Elisabetta II              | Giorgio Borg Olivier                                       | Partito Nazionalista                                           | Governo maltese 1962–66   |
| 1966                                                             | Elisabetta II              | Giorgio Borg Olivier                                       | Partito Nazionalista                                           | Governo maltese 1966–71   |
| 1971                                                             | Elisabetta II              | Dom Mintoff                                                | Partito Laburista                                              | Governo maltese 1971–76   |
| 1974                                                             | Anthony Mamo               | Dom Mintoff                                                | Partito Laburista                                              | Governo maltese 1971–76   |
| 1976                                                             | Anton Buttigieg            | Dom Mintoff                                                | Partito Laburista                                              | Governo maltese 1976–81   |
| 1981                                                             | Albert Hyzler ad interim   | Dom Mintoff (1981–1984) Karmenu Mifsud Bonnici (1984–1987) | Partito Laburista                                              | Governo maltese 1981–87   |
| 1982                                                             | Agatha Barbara             | Dom Mintoff (1981–1984) Karmenu Mifsud Bonnici (1984–1987) | Partito Laburista                                              | Governo maltese 1981–87   |
| 1987                                                             | Paul Xuereb ad interim     | Eddie Fenech Adami                                         | Partito Nazionalista                                           | Governo maltese 1987–92   |
| 1989                                                             | Ċensu Tabone               | Eddie Fenech Adami                                         | Partito Nazionalista                                           | Governo maltese 1987–92   |
| 1992                                                             | Ċensu Tabone               | Eddie Fenech Adami                                         | Partito Nazionalista                                           | Governo maltese 1992–96   |
| 1994                                                             | Ugo Mifsud Bonnici         | Eddie Fenech Adami                                         | Partito Nazionalista                                           | Governo maltese 1992–96   |
| 1996                                                             | Ugo Mifsud Bonnici         | Alfred Sant                                                | Partito Laburista                                              | Governo maltese 1996–98   |
| 1998                                                             | Ugo Mifsud Bonnici         | Eddie Fenech Adami                                         | Partito Nazionalista                                           | Governo maltese 1998–2003 |
| 1999                                                             | Guido de Marco             | Eddie Fenech Adami                                         | Partito Nazionalista                                           | Governo maltese 1998–2003 |
| 2003                                                             | Guido de Marco             | Eddie Fenech Adami (2003–2004) Lawrence Gonzi (2004–2008)  | Partito Nazionalista                                           | Governo maltese 2003–08   |
| 2004                                                             | Eddie Fenech Adami         | Eddie Fenech Adami (2003–2004) Lawrence Gonzi (2004–2008)  | Partito Nazionalista                                           | Governo maltese 2003–08   |
| 2008                                                             | Eddie Fenech Adami         | Lawrence Gonzi                                             | Partito Nazionalista                                           | Governo maltese 2008–13   |
| 2009                                                             | George Abela               | Lawrence Gonzi                                             | Partito Nazionalista                                           | Governo maltese 2008–13   |
| 2013                                                             | George Abela               | Joseph Muscat                                              | Partito Laburista                                              | Governo maltese 2013–18   |
| 2014                                                             | Marie Louise Coleiro Preca | Joseph Muscat                                              | Partito Laburista                                              | Governo maltese 2013–18   |
| 2017                                                             | Marie Louise Coleiro Preca | Joseph Muscat (2017-2020) Robert Abela (2020– )            | Partito Laburista                                              | Governo maltese 2017–     |
| 2019                                                             | George William Vella       | Joseph Muscat (2017-2020) Robert Abela (2020– )            | Partito Laburista                                              | Governo maltese 2017–     |